# Ido-Cadeys
Ido-Cadeys (ook: Ido Caddeys, Carmaale) is een nederzetting in noord-Somalië, gelegen in Somaliland (een internationaal niet erkende staat die zich in 1991 van Somalië afscheidde), in de regio Awdal, District Lughaye.

Ido-Cadeys is niet meer dan een gehucht, bestaande uit cirkelvormige kralen, elk met slechts een paar hutjes, die in een lange rij van ca. 2 km langs de kust van de Golf van Aden liggen, ca. 12,5 km ten zuidoosten van de hoofdplaats van het district, Lughaye. Ca. 200 m landinwaarts liggen enkele administratieve gebouwtjes. Er zijn geen verharde wegen van Ido-Cadeys naar Lughaye of de rest van het district, dat grotendeels uit woestijnsteppe bestaat, de zgn. Guban of ‘Banka Geeriyaad’ (vlakte des doods), en waar slechts enkele kleine dorpen liggen, op grote afstand van elkaar. In dit mgebied trekken nomaden met vee rond.
Klimaat: Ido-Cadeys heeft een woestijnklimaat. De gemiddelde jaartemperatuur is 30,2 °C. Juli is de warmste maand, gemiddeld 35,7 °C; januari is het koelste, gemiddeld 25,3 °C. In juni, juli en augustus kan de temperatuur gemakkelijk boven de 40 °C komen. De jaarlijkse regenval bedraagt ca. 48 mm. Er is geen regenseizoen; het is het gehele jaar droog met maximaal zo'n 10 mm neerslag per maand (in juli).